# كازوهيسا كاواهارا (ممثل)
كازوهيسا كاواهارا (باليابانية: 川原和久؛ بالكانا: かわはら かずひさ) هو مؤدي صوت وممثل ياباني، ولد في 26 ديسمبر 1961 في كيتاكيوشو في اليابان.

## أعمال

### مسلسلات
- هانزاوا ناوكي

## وصلات خارجية
- كازوهيسا كاواهارا على موقع IMDb (الإنجليزية)